# Azara (ort)
Azara är en ort i Argentina.   Den ligger i provinsen Misiones, i den nordöstra delen av landet, 800 kilometer norr om huvudstaden Buenos Aires. Azara ligger 127 meter över havet och antalet invånare är 3 484.
Terrängen runt Azara är huvudsakligen platt. Azara ligger uppe på en höjd. Närmaste större samhälle är Apóstoles, 18,0 kilometer norr om Azara.
Omgivningarna runt Azara är huvudsakligen savann. Runt Azara är det glesbefolkat, med 8 invånare per kvadratkilometer.